# Albergo dei Nobili
Albergo è il nome usato nel periodo medievale per indicare una consorteria di famiglie nobili, legate da vincoli di sangue o da comuni interessi economici, spesso abitanti in palazzi vicini. L'istituzione degli "alberghi" è caratteristica di Liguria (Repubblica di Genova) e Piemonte.

## Storia
Le città in cui la formula dell'Albergo era presente furono Chieri (la prima ad inizio Duecento), Genova, Novi Ligure, Asti, Savigliano, Borgo Sansepolcro; ne viene fatta menzione anche a Milano, Torino e Moncalieri (statuti del 1378).
L'istituzione, a un tempo sociale e politica, fu comunque tipica di Genova e quindi della repubblica genovese.
Gli Alberghi erano essenzialmente aggregati di famiglie, come già le Compagnae che avevano costituito a Genova il primo Libero Comune della penisola. Essi erano sorti in età consolare con i seguenti obiettivi: conciliare vertenze e liti tra quanti ne facevano parte, aiutarne materialmente i membri (ed anche, in generale, i cittadini in difficoltà economiche), difenderli da chiunque si muovesse ad offenderli, perpetuarne il nome e la tradizione, sempre nel superiore interesse della città e della repubblica. Un caso a parte è costituito dalla famiglia Giustiniani che nacque nel 1347 nell'ottica tutta particolare (e genovese) di un consorzio di famiglie legate da rapporti di affari nella Maona di Chio che si strinsero ancor più con le unioni familiari.
Le famiglie che entravano in un Albergo assumevano il cognome dell'Albergo, che spesso coincideva con quello della famiglia più potente (come Grimaldi o Doria). Il cognome originario poteva essere mantenuto accanto a quello dell'Albergo di appartenenza dando vita così ad illustri dinastie come i Cattaneo Della Volta, i Giustiniani Longo, i Lercari Parodi, i Di Negro Pasqua eccetera.
Le prime notizie sugli Alberghi genovesi risalgono al 1383, come si legge negli Annali di Giorgio Stella e in quelli di Agostino Giustiniani, in occasione dell'incoronazione in Genova di Giacomo di Lusignano a re di Cipro da parte del doge Leonardo Montaldo (ottenendo in cambio, per Genova, la città e il porto di Famagosta, oltre a due leghe di territorio all'intorno).
Si ignora il numero esatto degli Alberghi: nell'età comunale erano originariamente oltre 100, ma una nota dell'anno 1414 ne elencava solo 74. Il numero continuò a ridursi per aggregazioni successive scendendo a 40 nel 1450 e a 31 nel 1500.
Dopo la rivolta antifrancese del 1528 promossa da Andrea Doria ed appoggiata dalla Spagna di Carlo V, l'istituto acquistò un nuovo significato, diventando il cardine dell'organizzazione politica della repubblica oligarchica. Le famiglie dotate di diritti politici furono raggruppate in 28 Alberghi, stabilendo che soltanto le famiglie che risalivano all'età feudale e consolare potevano dare il proprio nome a un albergo. Gli alberghi doriani non furono, dunque, aggregazioni volontarie, ma divisioni politiche di diritto pubblico.
Il 10 marzo 1576 nella chiesa di S. Croce in Genova vennero pubblicate le nuove leggi della Repubblica, che abolirono l'istituto degli Alberghi, e le famiglie nobili ripresero il loro cognome originale, utilizzandolo anche per iscriversi nel Libro d'oro della nobiltà, ovvero al Liber aureus nobilitatis Janue già voluto da Andrea Doria nel 1528.

## I 28 Alberghi di Genova nel 1528
Le famiglie che diedero il loro nome agli alberghi seguite dalle principali famiglie aggregate sono (in ordine di precedenza):
| Albergo                      | Famiglie aggregate | Stemma |
| ---------------------------- | --- | ------ |
| I. Spinola                   | Baliani, Anselmi,Ardizzone, Baione, De Benedetti, Biscia, Campi, Caneto, Castagnola, Carretto, Celesia, Costa,Dentuto, Dughi, Fava, Ferro, Franzone, Garello, Guirardengo, Noceto, Paravania, Parisola, Piaggio, Pippo, Piccaluga, Porrata, Rustici, Sanbiagio, Scaccheri, Signorio, Suarez, Tollot, Della Torre, Tubino, Valletto, Vernazza, Zignani. |        |
| II. De Fornari               | Draghi, Albenga, De Bene, Cabella, Camogli, Casella, Cigara, De Dotti, Fregoso, Gandolfo, Illioni, Magnasco, Malpagato, Multedo, Oldoino, Podestà, Ricci, Ruffini, Serpegli, Da Spezia, Tassistro, Testana |        |
| III. Doria                   | Albenga, Invrea, (de) Bergamo, (de) Foresta o Foresti, Sammatteo. |        |
| IV. Di Negro                 | Aimari, Carmagnola, Cuneo, Gropallo, Panigarola, Pasqua, da Passano, Palmari, Prato, Richelmi, Retigliani, Sampietro, Testino, Tommasini, Vernazzani |        |
| V. Uso di Mare (o Usodimare) | Bel Mosto, Borlasca, Castiglione, Chiechieri, Delfini, Fabra, Finamore, Giudice, Granello, Isola, Maggiolo, Maragliano, De Mari, Monsia, Oliva, Pichenotti, Rovereto, San Salvatore, Zurli |        |
| VI. Vivaldi                  | Gualtieri. |        |
| VII. Cicala                  | Zoagli, Mosca, Tubino. |        |
| VIII. Marini                 | Bozzomi; Carrega (la discendenza di Benedetto; gli altri rami nell’albergo Sauli); Davagna; Di Egra (venuti dalla Germania nel 1450);Ferrecchi; Gallo; Giamboni; De Marchi; De Marini; Malocelli; Montano; Paggi; Pansano; Pellerano; Raffo; Cassana, Rivarola, Torre (altro ramo nell’albergo Spinola).                                               |        |
| IX. Grillo                   | Bassignani, Battigatti, Bavastrelli, Biscotti, Boccanegra, Boggio, Camilla, Cantelli, Cattaneo, Di Canarie, Dusio, Goggi, Granara, Griffi, Gualtieri, Garetti, Leonardi, Levanto, Malabita, Mandillo, Morando, Ottaggio, Da Pelo, Pignali, Di Prà, Scaniglia, De Scribanis, Vignola, Voltaggio (famiglia).                                             |        |
| X. Grimaldi                  | Bracelli, Cebà, De Carlo, De Castro, Durazzo, Rosso. |        |
| XI. Negrone                  | Ayrolo, Bancheri, Celesia, Del Moro, Garaldi, Merello, Navone, Oliva. |        |
| XII. Lercari                 | Albora, Ardizzone, Burone, Camilla, Caseri, Chiavari, Domoculta, Gallo, Gorleri, Graffigno o Baciadonne, Loreto, Moneglia, Pernice, Polpo, Roggeri, Rovereto, Salvo o Salvi, Serra, Viacava, Vigovano, Villa e Parodi |        |
| XIII. Lomellini              | Allegra, Bianchi, Campi, Chiavari, Costaguta, Da Passano, da Passano dei Delfinis, Fatio, Garibaldo, Narice, Veneroso, Solari (1530), Sorba, Assereto (1562), Castagna |        |
| XIV. Calvi                   | Giudice, Angioino, Forni, Rustici, Vernazza. |        |
| XV. Fieschi                  | Cardinale, Penelli, Raggi, Ravaschieri (famiglia), Della Torre, Barbagelata, Scorza. |        |
| XVI. Pallavicino             | Brignole, Clavarino, Guarco, Parodi, Pisano, Platone, Raffo, Rotolo, Scotti, Via, Vivaia. |        |
| XVII. Cybo                   | Chiavica, De Nobili di Vezzano De Sopranis, Ratto, Massa, Scotto |        |
| XVIII. Promontorio           | Campo, Camogli, De Ferrari. |        |
| XIX. De Franchi              | Sacco, Toso, Boccanegra, Luxardo, Pico, della Torre, Viale Bombello, Bona, Cavana, Conestagio, de Franceschi, de Giorgi, Giovo, Giussano, Illuminati, Luciani, Magnerri, Millomini, Monterosso, Molfino, Da Novi, Oneto, Palmaro, Partenopeo, Pelissone, Delle-Piane, Rebrocchi, Reggio, Roisecco, Sestri, Tassistro, e Verrina (cfr voce De Franchi ) |        |
| XX. Pinelli                  | Adorno, Oddini, Celesia, Cebà, Dentuto, Luciani, Embrone. |        |
| XXI. Salvago                 | Arquata, Borcani, Calissano, Carbonara, Cavo, Cibo, Conforto, Dalla Chiesa, Federici, Fò, Frigona (Frugoni), Magnasco, Micona (Migone), Nepitelli, Pichenotta, Porci, Porrata, Saliceti, Scotti, Sexina (Sesino), Sisto, Strigiaporci, Strigini, Stroppa, Vernazza, Via.                                                                               |        |
| XXII. Cattaneo               | Della Volta, Dondi, Scotto, Foglietta, Lagomarsino, Lasagna, Lazzari, Stella, Zerbino, Bava, Borrelli, Bozzone, Canessa, Carizia, Chiavari, Leccavela, Oliva, Pietra, Riccoboni, Tagliacarne, Vento |        |
| XXIII. Imperiale             | Ardizzone, Baliani, Bollo, Cabella, Dallevigne, Fasce o Fassa, Garbarino, Giovardi, Ilardi, Lengueglia, Mangiavacca, Marinetti, Mercante, Nicòla, Passio, Pignatari, della Porta, Rouereta, Rovereto-Malassena, Sanguineti, Tartaro, Terrile, Varsi, de Vineis, Vinelli.                                                                               |        |
| XXIV. Gentile                | Avvocati, Borgari, De Turca, Falamonica, Oderico, Pallavicino, Pevere, Pignolo, Senarega. |        |
| XXV. Interiano               | Anfusso, Franzone, Mignardi, Lavaggi, Bonici, Carbonara, Parisola. |        |
| XXVI. Sauli                  | Pallavicini, Scassi. |        |
| XXVII.Giustiniani            | Arangi, Arena, De Banca, Benvenuto, Bona, Garibaldi, Di Negro, Longo, Moneglia, da Passano, da Passano dei Delfinis, Vegetti. |        |
| XXVIII. Centurione           | Becchignone, Bestagno, Cantelli,De Canalis, Casaredo Curlo, Fattinanti, Flaco, Garugio, Lerici, Mortara, Novari, Da Novi, Oltremarino, Scotto, Illice, Pietrasanta, Piccaluga, Ramponi, Scarpa, Traverso, Viviani, Zerbis. |        |

La maggioranza delle famiglie che diedero il proprio nome ad un Albergo, proveniva dalla nobiltà feudale; altre erano invece di origine viscontile, come Spinola e Grillo. Erano infine di origine popolare: De Fornari, De Franchi, Giustiniani, Promontori e Sauli. In pratica molte famiglie popolari erano inserite entro Alberghi di origine feudale.